# یاش
شهر یاش (به رومانیایی: Iaşi) مرکز شهرستان یاش در کشور رومانی واقع شده‌است. جمعیت این شهر ۳۲۰٬۸۸۸ نفر است. در ارتفاع ۹۵ متر از سطح دریا واقع شده‌است.

## نگارخانه

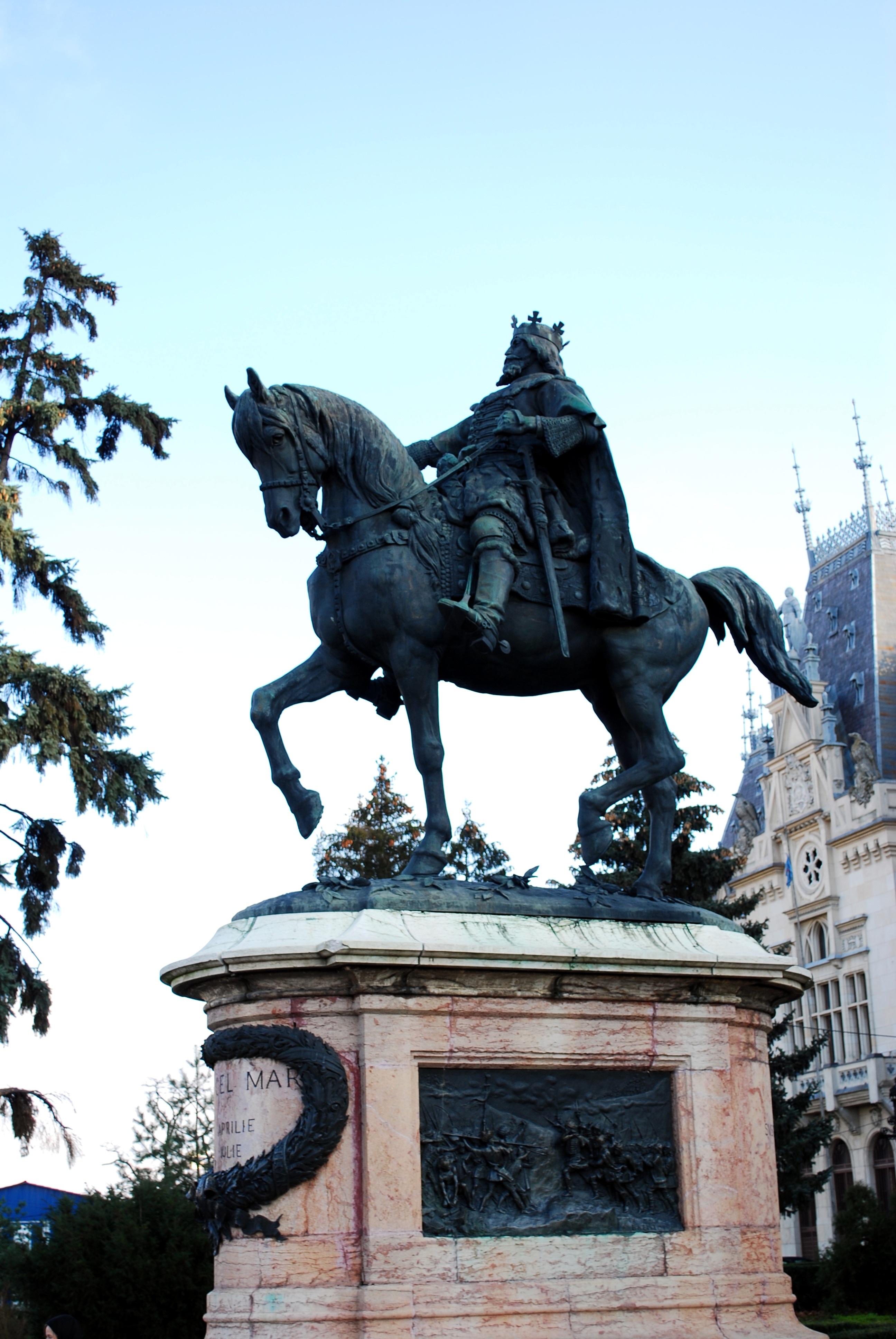
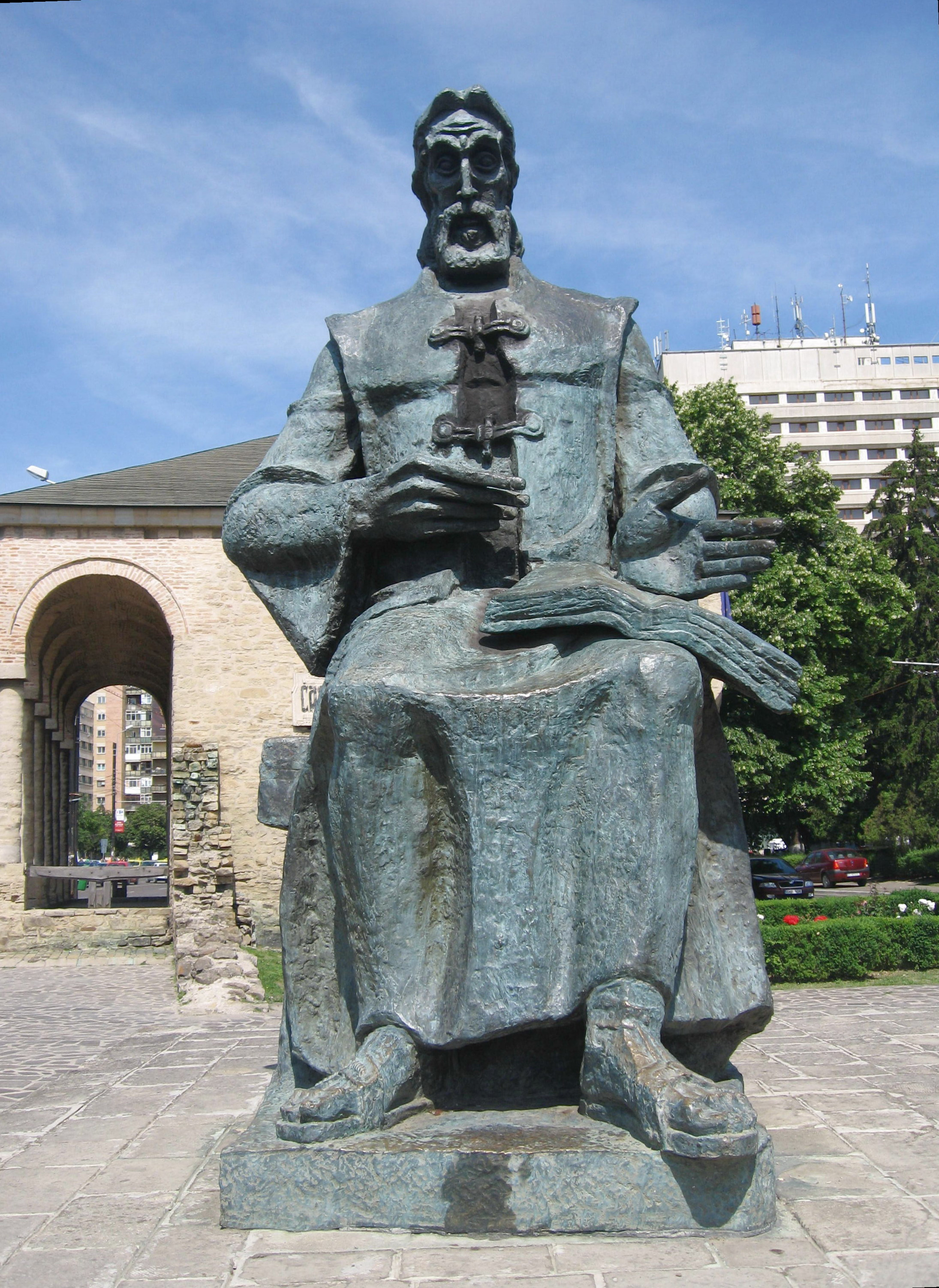
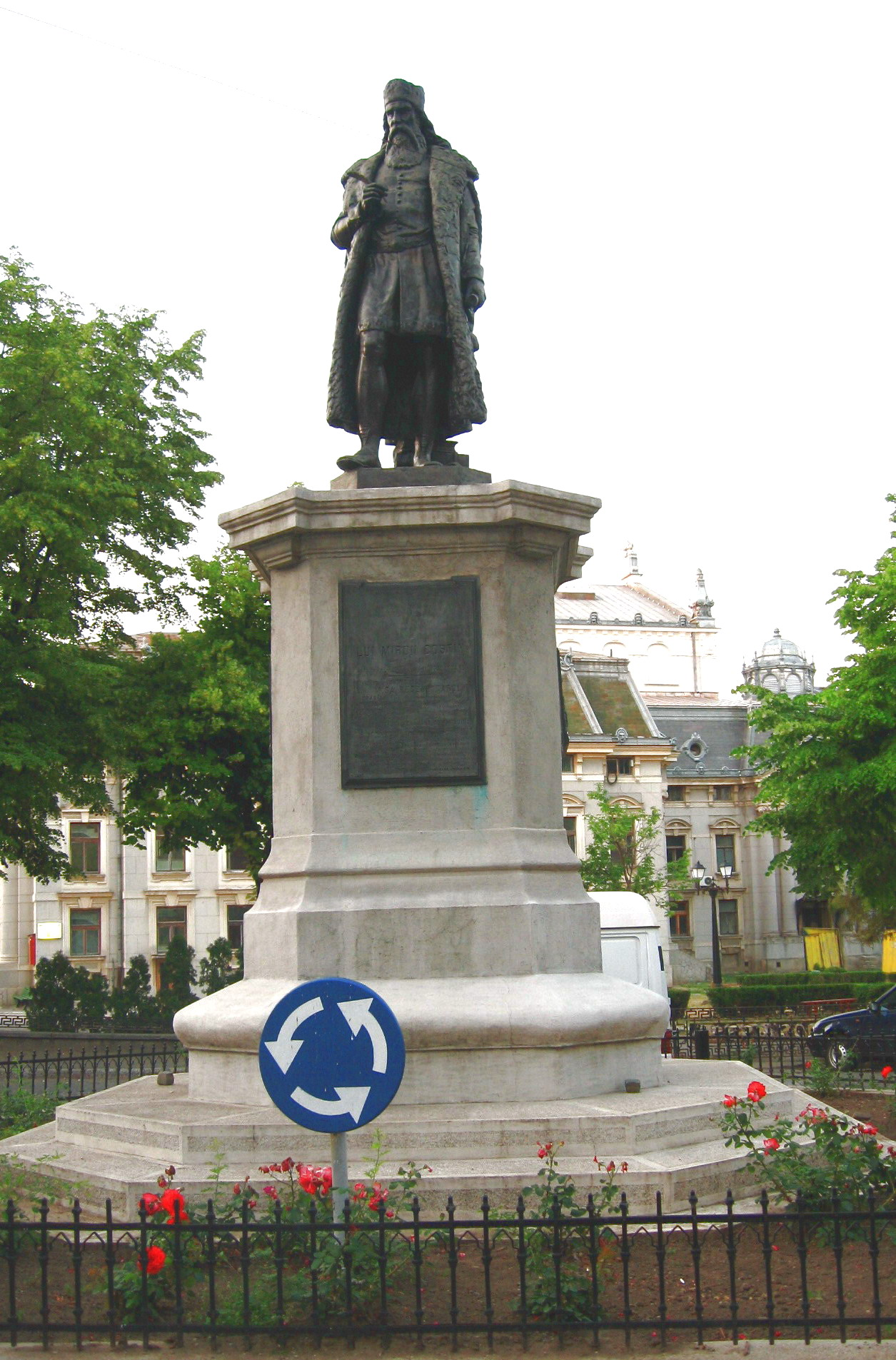

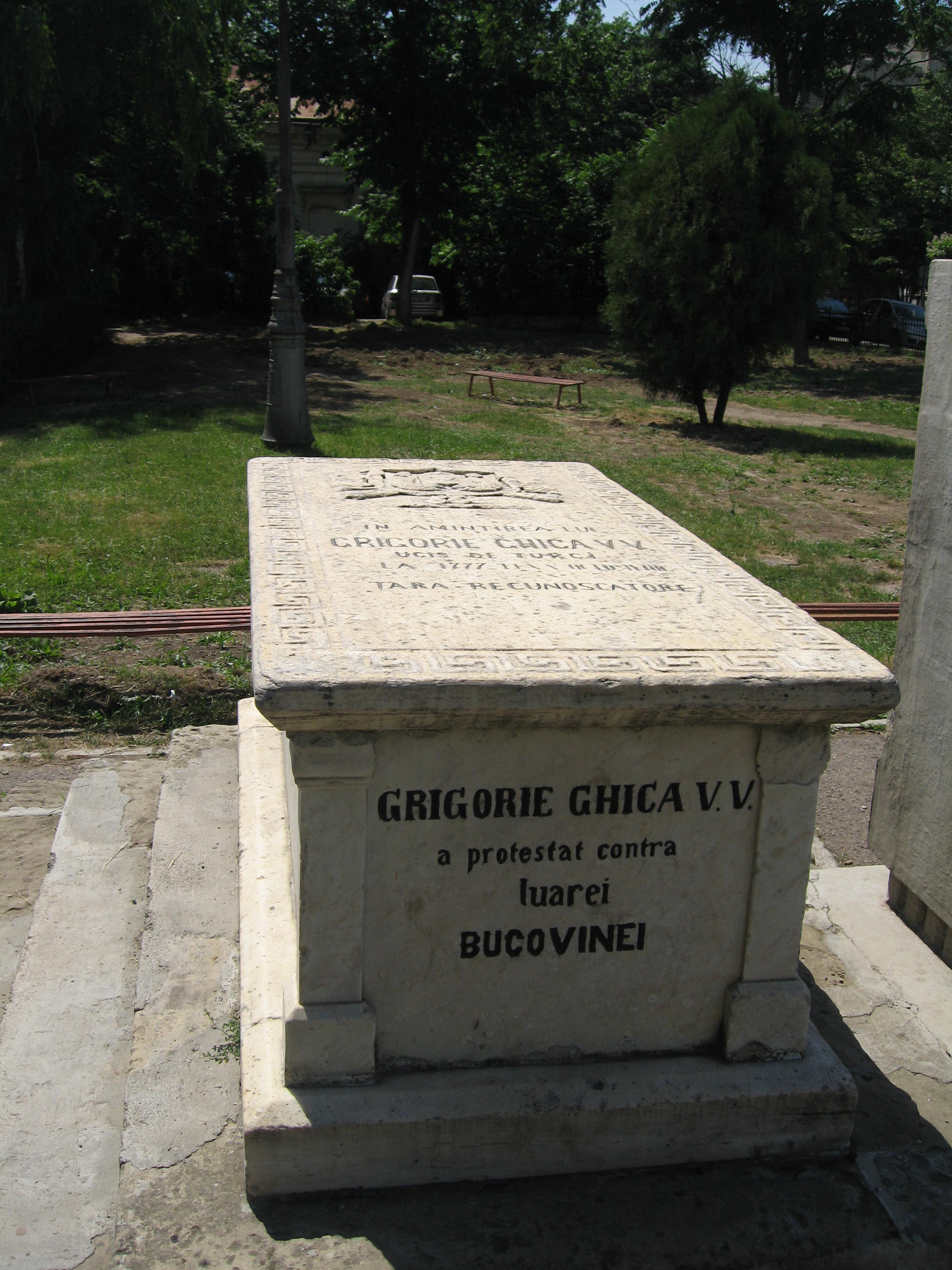
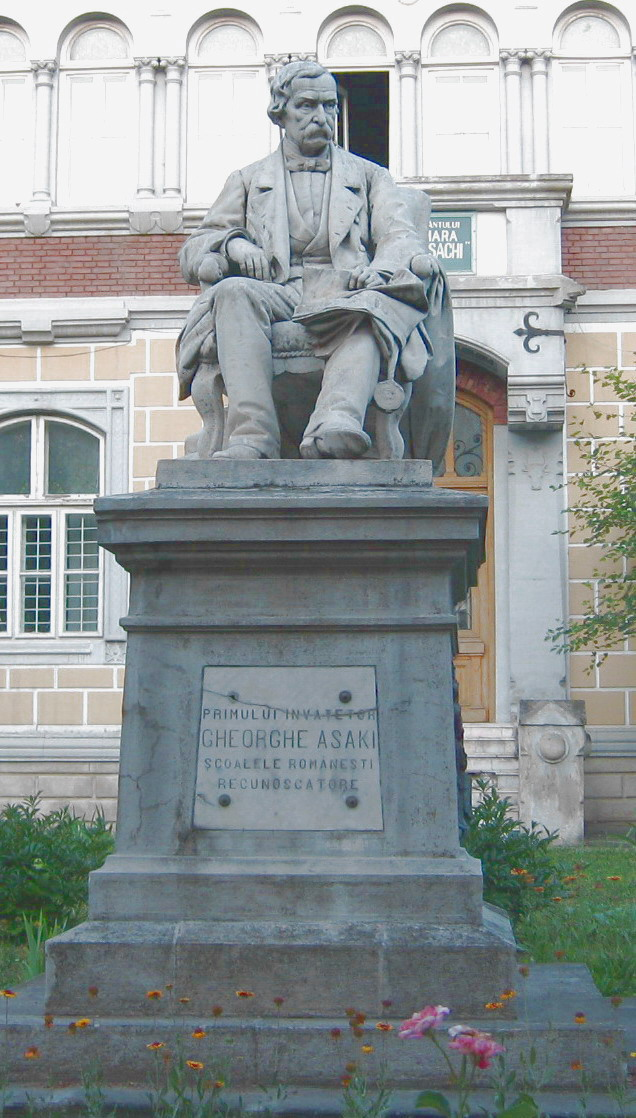
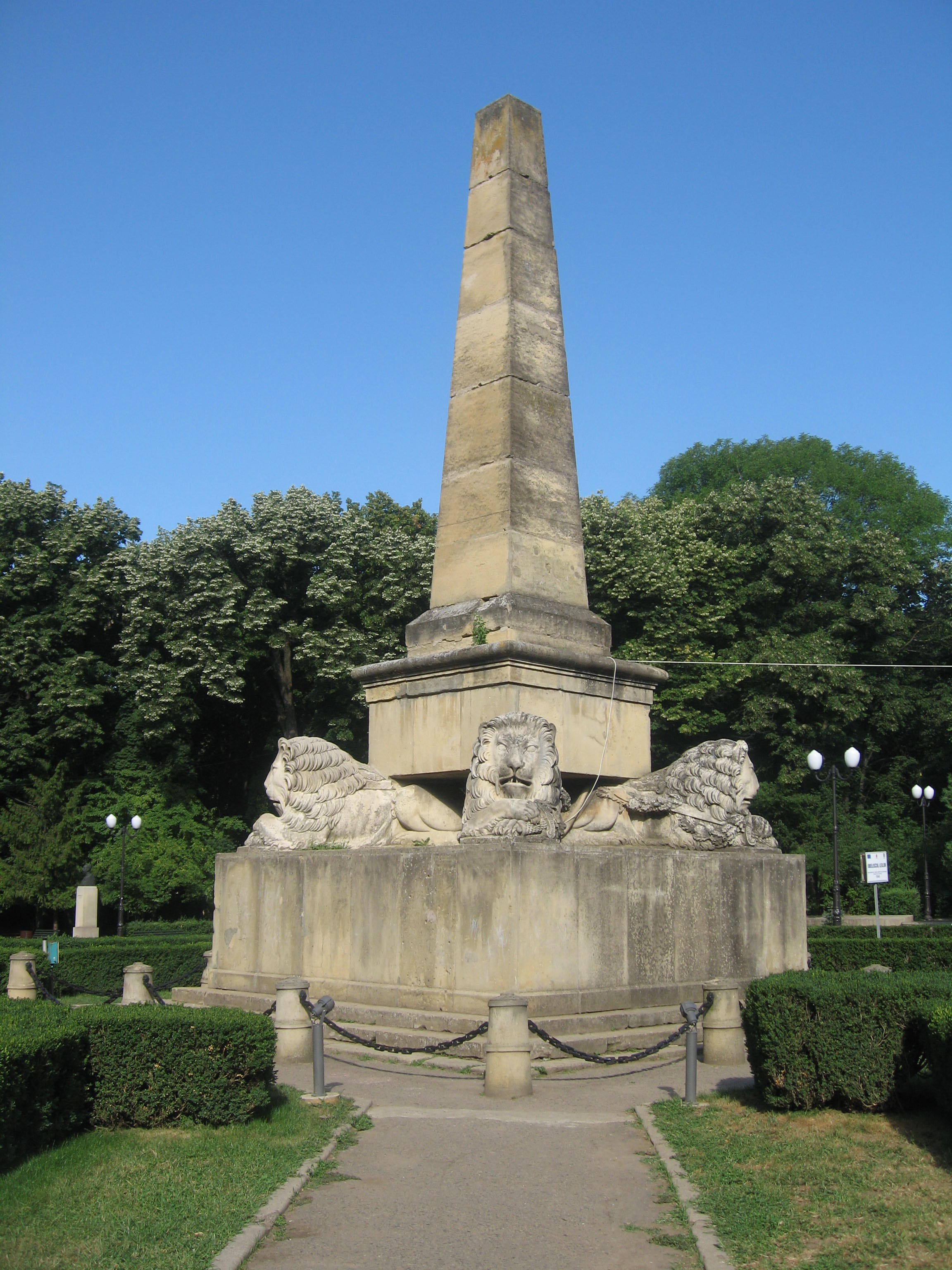

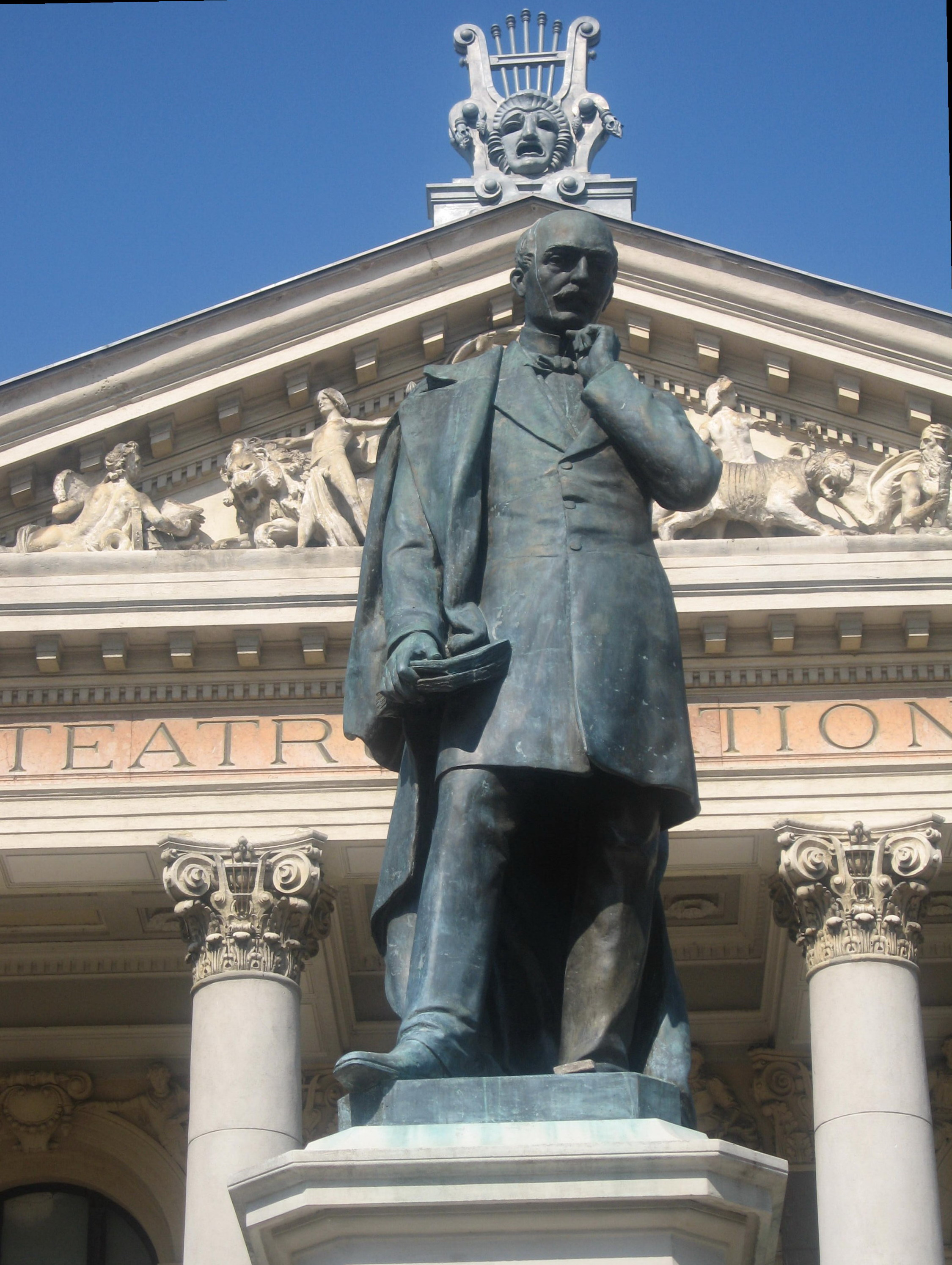
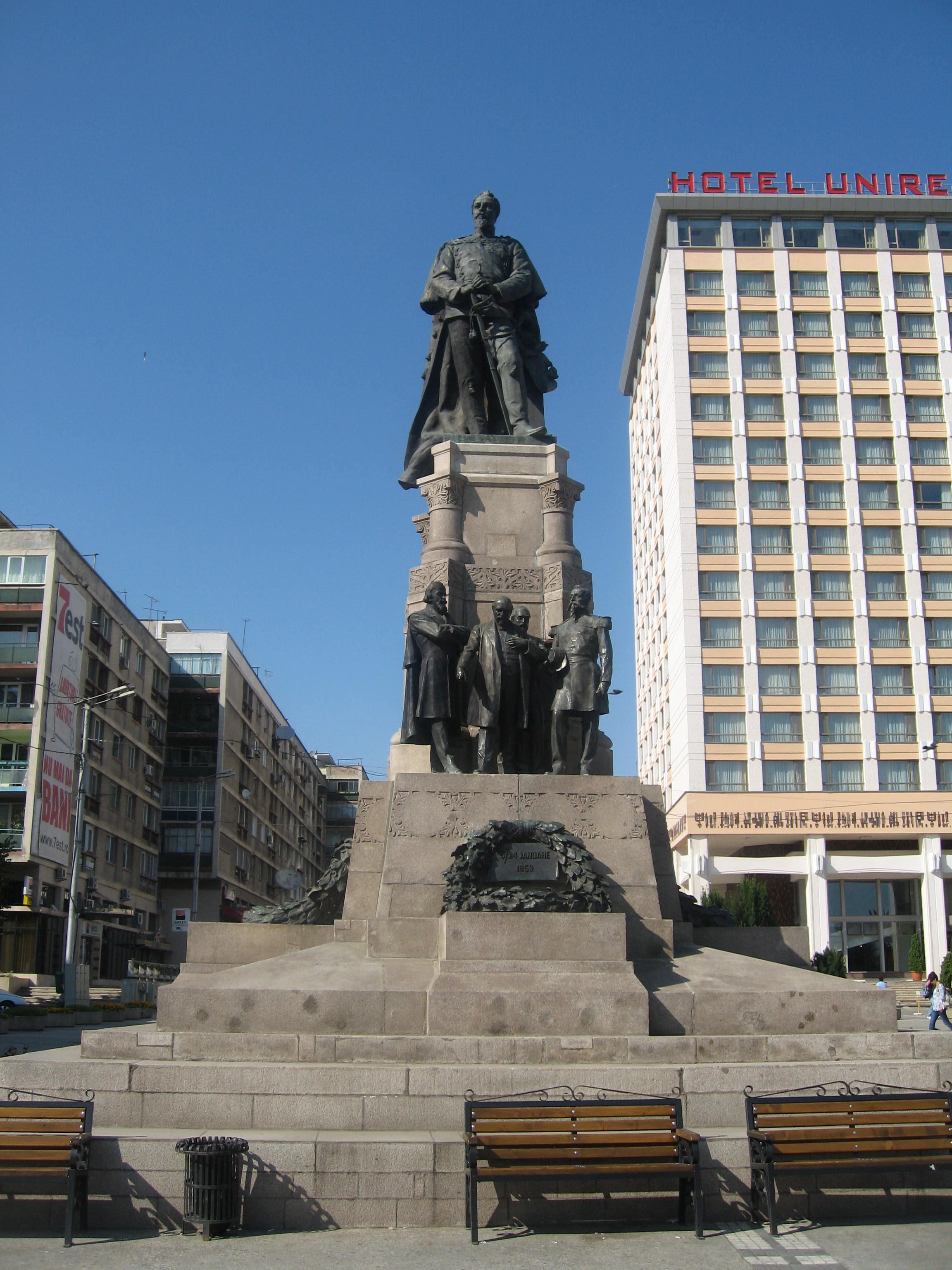
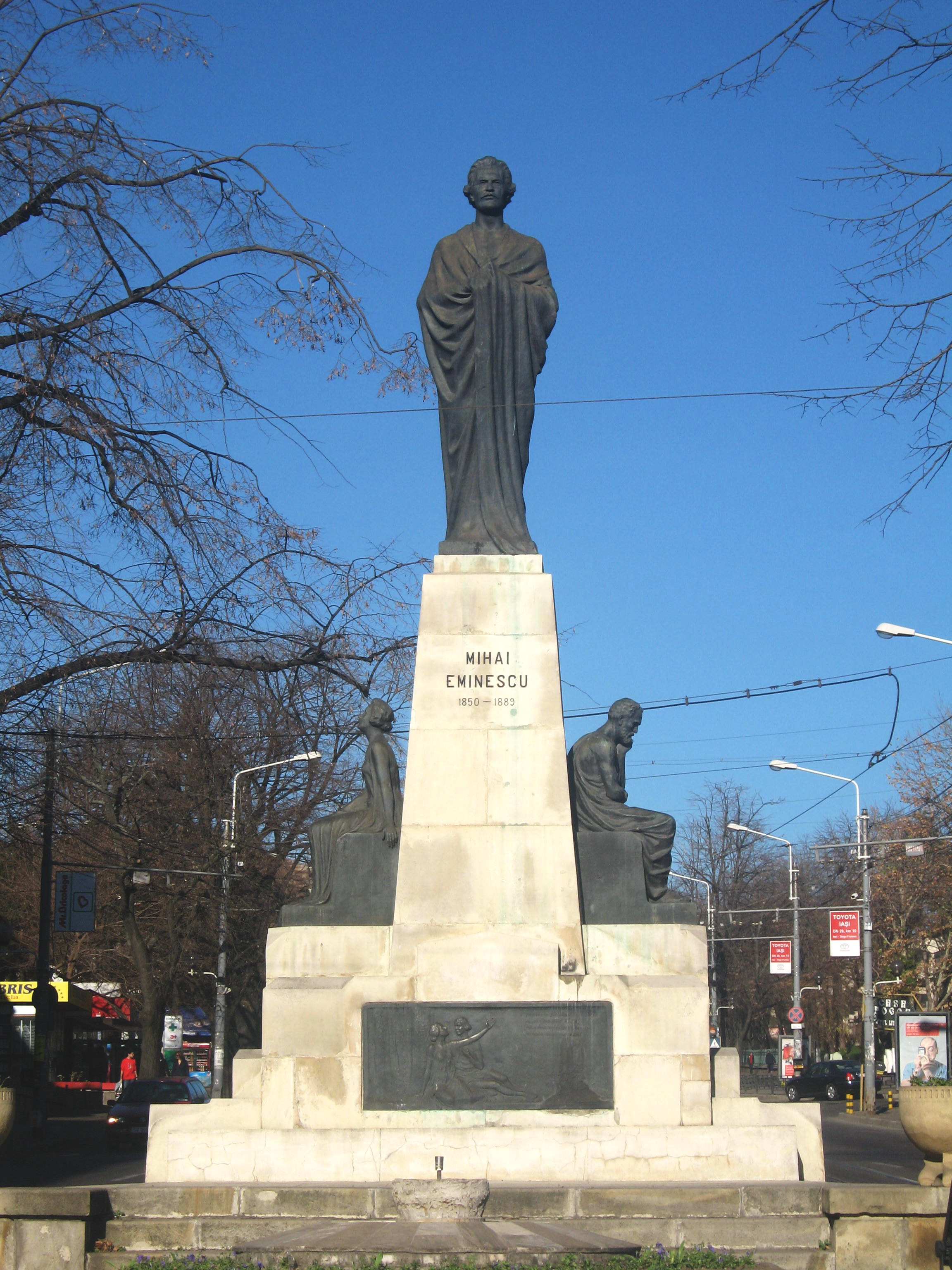

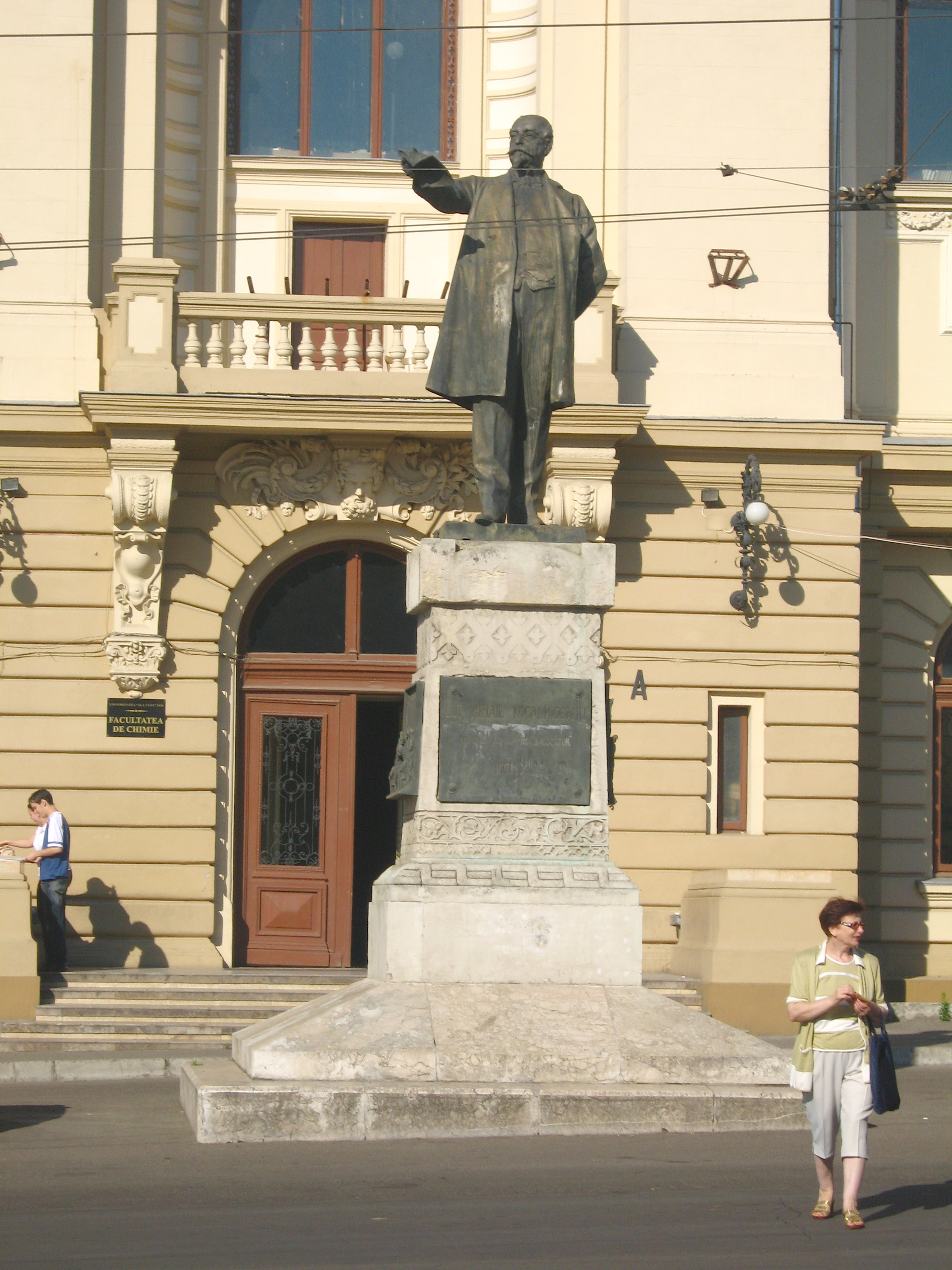
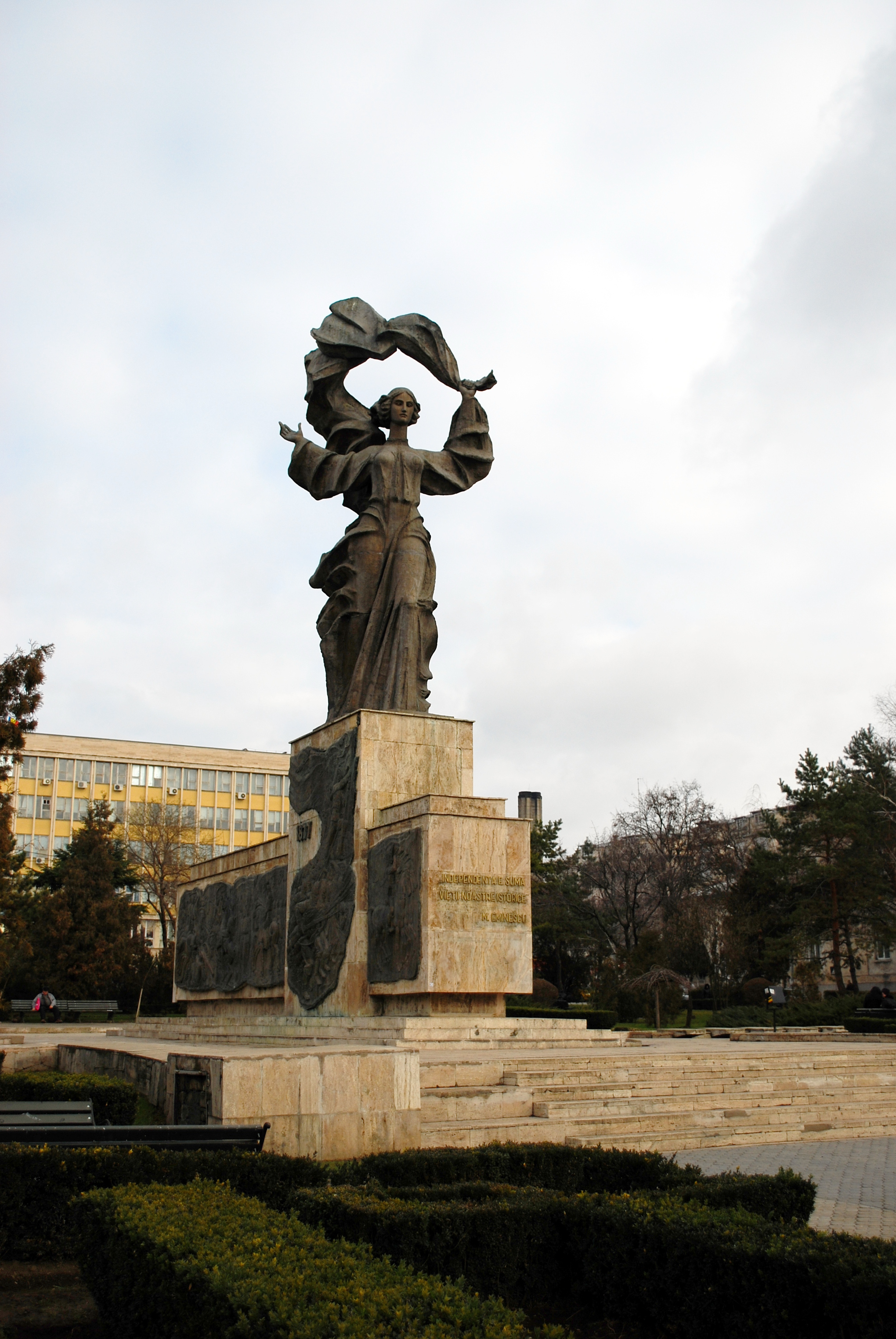

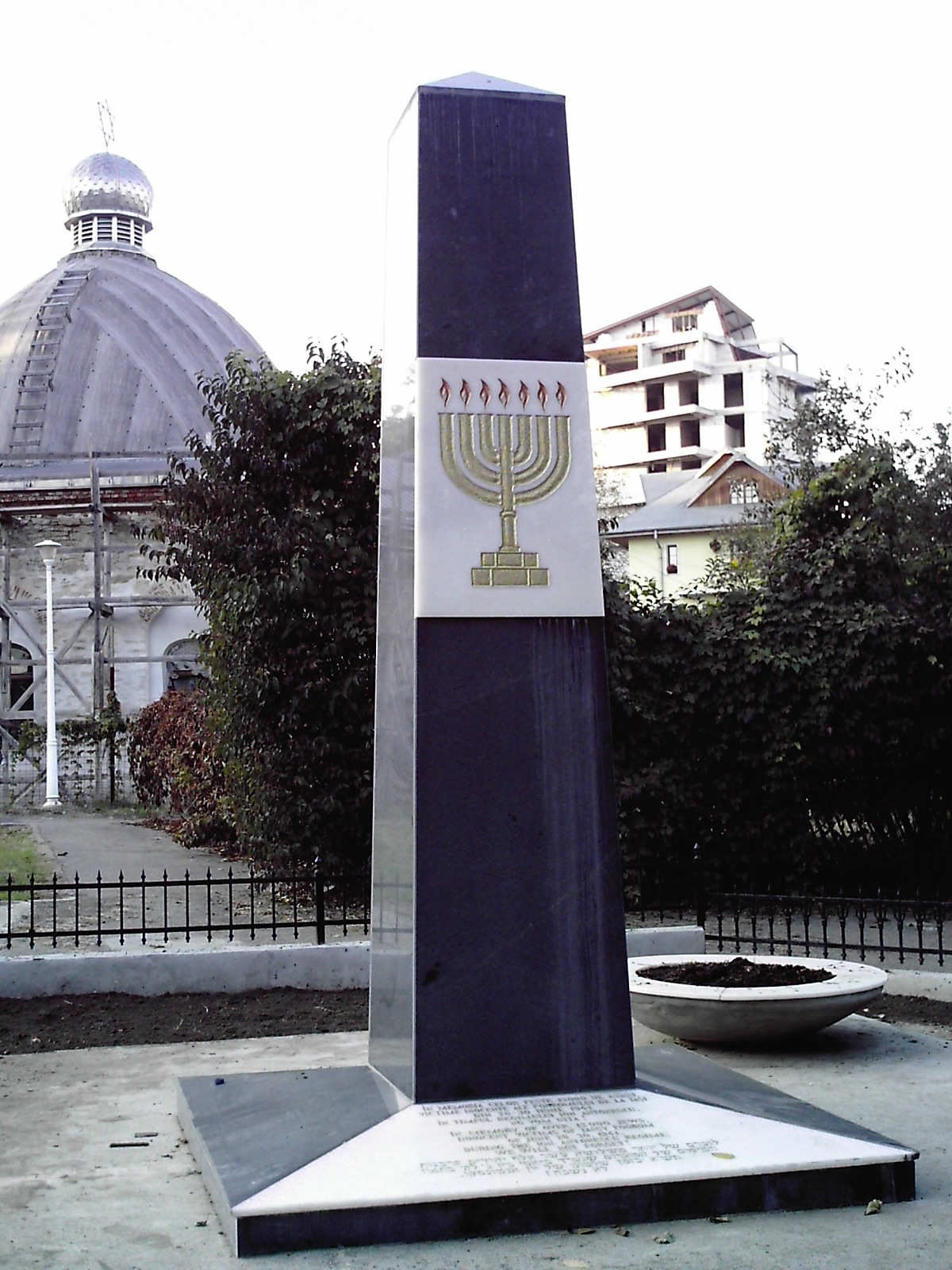
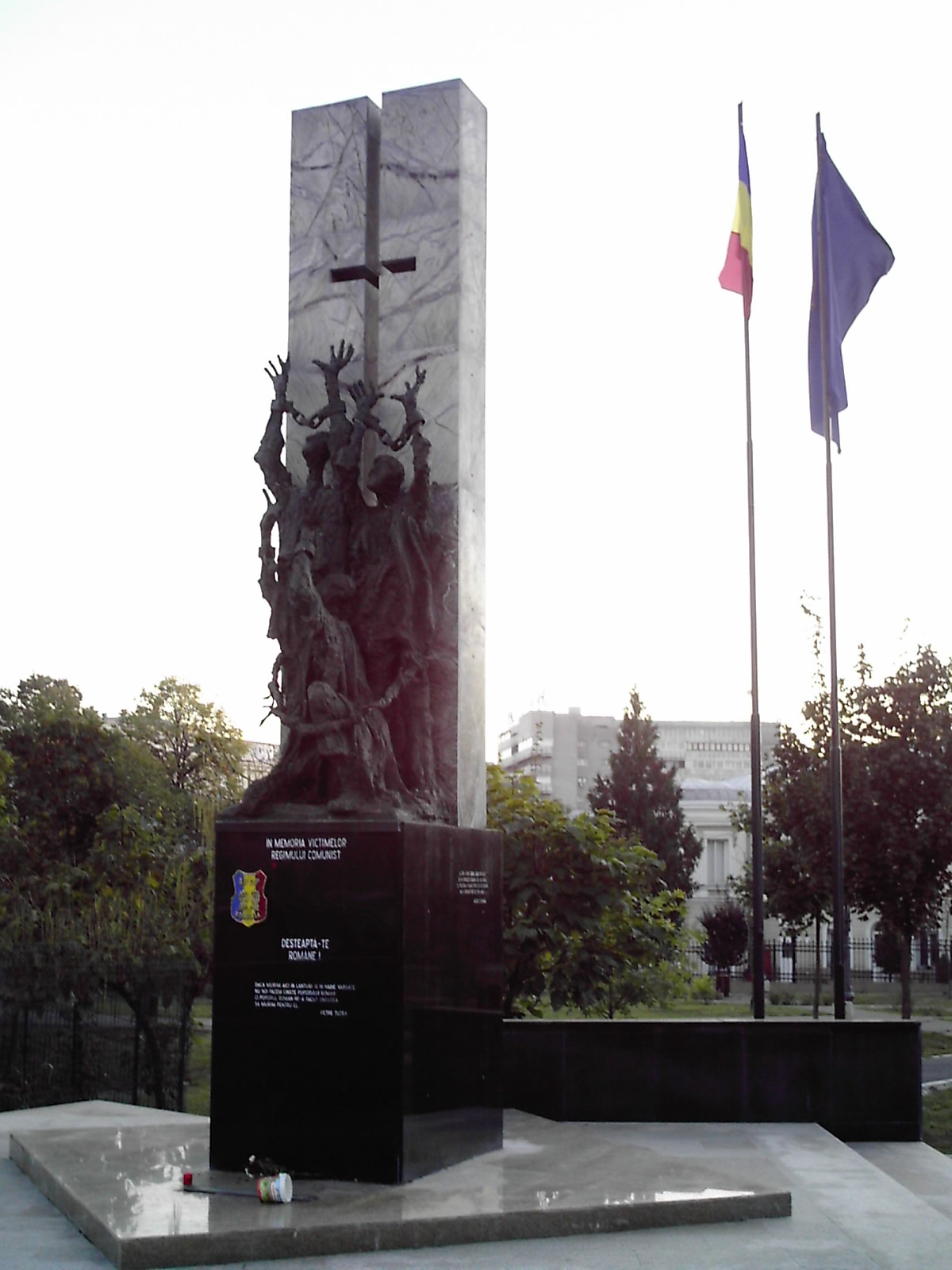